# Mariental-Land
Mariental-Land ist ein Wahlkreis in der Region Hardap im Süden Namibias. Verwaltungssitz ist die Stampriet. Ein Teil des Kreises wird durch die westlichen Ausläufer der Kalahari eingenommen. Im Wahlkreis liegen die Dörfer Gochas und Stampriet, die Siedlung Hoachanas sowie der Flugplatz Bitterwasser. 
Der Wahlkreis bildet den Ostteil der Region Hardap und grenzt im Norden an den Wahlkreis Aminuis, im Osten an Botswana und im Süden an den Wahlkreis Keetmanshoop-Land. Der Wahlkreis hat knapp 12.800 Einwohner (Stand 2023) auf einer Fläche von 15.000 km².

## Wahlen
| Wahl | Name              | Partei | Stimmenanteil |
| ---- | ----------------- | ------ | ------------- |
| 1992 |                   |        |               |
| 1998 | Pieter Boltman    | DTA    | 53,9 %        |
| 2004 | Katrina Hanse     | SWAPO  | 52,0 %        |
| 2010 | Jan Jarson        | SWAPO  | 59,5 %        |
| 2015 | Simon Dukeleni    | SWAPO  | 81,4 %        |
| 2020 | Deensia Swartbooi | LPM    | 52,4 %        |